# Sherp@ 2.0
Sherp@ 2.0 es una herramienta informática que permite la creación y gestión de sitios web, concebida especialmente para la construcción de periódicos digitales.
Ha sido creada por un equipo de ingenieros en colaboración con periodistas digitales para habilitar una aplicación que permita crear publicaciones digitales mediante sencillos mecanismos de selección y arrastre de contenidos previamente redactados.
Combina la gestión de contenidos y la gestión del diseño para controlar todos los aspectos relacionados con la maquetación y actualización de información de forma rápida y orientada a profesionales sin conocimientos técnicos informáticos.
Puede ser integrada con todo tipo de sistemas externos que son básicos para el desarrollo de la profesión periodística: Ad server (administración de publicidad en línea), herramientas de edición para medios impresos, suministradores de vídeos y elementos multimedia, agencias nacionales e internacionales de noticias (EFE, Europa Press, Reuters...), soporte de plugin mediante la importación de gadgets, etcétera.
Ofrece una arquitectura abierta, desarrollada íntegramente en software libre, cuya estructura modular y escalable permite ampliar infraestructuras y adaptarlas en función de las nuevas necesidades de los usuarios.

## Características tecnológicas de Sherp@ 2.0
Sherp@ 2.0 consiste en un sistema desarrollado en J2EE que permite configurar las páginas mediante XML y la presentación gestionada mediante transformaciones XSL o plantillas Freemarker. Integra las bases de datos más utilizadas, como Oracle, MySQL y PostgreSQL.
Utiliza XSL (basado en el estándar XML) para definir el diseño completo y la estructura del portal
El uso de CSS define el diseño final de las portadas y del detalle de cada artículo publicado.
Alta operatividad gracias a la utilización de AJAX, que permite aumentar la interactividad, usabilidad y velocidad de las páginas.
Todos los módulos de Sherp@ 2.0 usan protocolos estándar de comunicación, permitiendo la programación e integración con HTML, Java, Javascript, AJAX, CSS, XML. Es compatible con plataformas Microsoft, Linux, Oracle y Unix.
La aplicación de estándares de seguridad y control de acceso a la información (LDAP, OpenID) garantizan la integridad de los contenidos. Integra soporte multicanal que permite a los programadores personalizar fácilmente la presentación de la información en función del dispositivo utilizado.
Sherp@ 2.0 ofrece una interfaz intuitiva que facilita la administración de la herramienta por parte de cualquier profesional sin conocimientos informáticos, permitiendo actualizar información de forma inmediata.

## Ventajas de su utilización
Con Sherp@ 2.0 es posible crear multitud de artículos y portadas editables al cabo del día trabajando en sesiones simultáneas durante las veinticuatro horas del día.
Sherp@ 2.0 es una herramienta de gestión distribuida que puede gestionarse desde cualquier lugar, disponiendo de conexión a Internet y de los permisos de acceso adecuados. Es una aplicación web que no requiere la implantación de ningún software adicional.
Además, Sherp@ 2.0 permite la incorporación de todo tipo de elementos multimedia, audio, vídeos, fotos, etcétera.

## Evolución e interés
Sherp@ 2.0 es una herramienta en constante evolución. Debido a su escalabilidad y modularidad, la cooperación de redactores web con el equipo de desarrollo es fundamental para su adaptación a los requisitos de cada redacción digital, así como para la ampliación de su infraestructura y funcionalidades.
Sherp@ 2.0 está implantada en las redacciones digitales de la Radio y Televisión de Andalucía (RTVA), del diario Público y del portal taurino Burladero.com. Todos han colaborado en el desarrollo y evolución de la herramienta para adaptarla a las necesidades de un portal de noticias, que necesitan actualizar de forma continua, rápida e intuitiva amplios volúmenes de información.